# Andrew Gutman
Andrew David Gutman (Hinsdale, 4 luglio 1992) è un calciatore statunitense, difensore del Chicago Fire.

## Statistiche

### Presenze e reti nei club
Statistiche aggiornate al 20 ottobre 2024.
| Stagione              | Squadra                | Campionato            | Campionato | Campionato | Coppe nazionali | Coppe nazionali | Coppe nazionali | Coppe continentali | Coppe continentali | Coppe continentali | Altre coppe | Altre coppe | Altre coppe | Totale | Totale | Totale |
| Stagione              | Squadra                | Comp                  | Pres       | Reti       | Comp            | Pres            | Reti            | Comp               | Pres               | Reti               | Comp        | Pres        | Reti        | Pres   | Reti   |        |
| --------------------- | ---------------------- | --------------------- | ---------- | ---------- | --------------- | --------------- | --------------- | ------------------ | ------------------ | ------------------ | ----------- | ----------- | ----------- | ------ | ------ | ------ |
| gen.-giu. 2019        | Charlotte Independence | USL                   | 14         | 3          | USOC            | 1               | 0               |                    | -                  | -                  |             | -           | -           | 15     | 3      |        |
| ago.-dic. 2019        | FC Cincinnati          | MLS                   | 8          | 0          |                 | -               | -               |                    | -                  | -                  |             | -           | -           | 8      | 0      |        |
| 2020                  | FC Cincinnati          | MLS                   | 18         | 0          |                 | -               | -               |                    | -                  | -                  | MiB         | 4           | 0           | 22     | 0      |        |
| Totale FC Cincinnati  | Totale FC Cincinnati   | Totale FC Cincinnati  | 26         | 0          |                 | -               | -               |                    | -                  | -                  |             | 4           | 0           | 30     | 0      |        |
| 2021                  | N.Y. Red Bulls         | MLS                   | 22+1       | 2+0        |                 | -               | -               |                    | -                  | -                  |             | -           | -           | 23     | 2      |        |
| 2022                  | Atlanta United         | MLS                   | 25         | 4          | USOC            | 2               | 0               |                    | -                  | -                  |             | -           | -           | 27     | 4      |        |
| gen.-lug. 2023        | Atlanta United         | MLS                   | 18         | 3          | USOC            | 1               | 0               |                    | -                  | -                  |             | -           | -           | 19     | 3      |        |
| Totale Atlanta United | Totale Atlanta United  | Totale Atlanta United | 43         | 7          |                 | 3               | 0               |                    | -                  | -                  |             | -           | -           | 46     | 7      |        |
| lug.-nov. 2023        | Colorado Rapids        | MLS                   | 12         | 1          |                 | -               | -               |                    | -                  | -                  | LC          | 2           | 1           | 14     | 2      |        |
| 2024                  | Chicago Fire           | MLS                   | 11         | 1          |                 | -               | -               |                    | -                  | -                  | LC          | 2           | 0           | 13     | 1      |        |
| Totale carriera       | Totale carriera        | Totale carriera       | 129        | 14         |                 | 4               | 0               |                    | -                  | -                  |             | 8           | 1           | 141    | 15     |        |

## Palmarès

### Individuale
- Hermann Trophy: 1

2018